# والتر وتیتس
والتر وتیتس (فرانسوی: Walter Wottitz‎؛ ۲۲ ژوئن ۱۹۱۲ – ۱ نوامبر ۱۹۸۶) فیلم‌بردار اهل فرانسه بود.
از فیلم‌ها یا مجموعه‌های تلویزیونی که وی در آن‌ها نقش داشته‌است می‌توان به بیوه کودرک، وایکینگ‌ها، طولانی‌ترین روز، ترن، جان سپردن، ۲۴ ساعت در زندگی یک زن، قطار، سرنشینان، نسل اربابان و یک پلیس اشاره نمود.
او در سی و پنجمین دوره جوایز اسکار در سال ۱۹۶۲ میلادی، به‌همراه ژان بورگو بابت فیلم‌برداری طولانی‌ترین روز برندهٔ جایزه اسکار بهترین فیلم‌برداری شد. در همان سال و برای همان فیلم، وی برندهٔ جایزه گلدن گلوب «بهترین فیلم‌برداری سیاه‌وسفید» نیز گردید.